# Patelloa reinhardi
Patelloa reinhardi är en tvåvingeart som först beskrevs av Aldrich och Herbert John Webber 1924.  Patelloa reinhardi ingår i släktet Patelloa och familjen parasitflugor. Inga underarter finns listade i Catalogue of Life.